# Lionel Fogarty
Lionel Fogarty   (1958), també conegut amb el nom de ploma de Lionel Lacey, és un poeta i activista polític indígena australià.

## Biografia
Fogarty va néixer el 1958 en una reserva aborigen de Barambah (ara anomenada Cherbourg) a l'estat de Queensland, on va créixer.
Fogarty va estar involucrat en l'activisme aborigen des dels seus anys d'adolescència participant en organitzacions com l'Aboriginal Legal Service, l'Aboriginal Housing Service, el Black Resource Centre, la Black Community School i Murrie Coo-ee en qüestions com ara el dret a la terra, la salut i les morts sota custòdia. El seu germà, Daniel Yock, va morir a l'interior d'una furgoneta de la policia poc després de ser detingut, el 1993.
Va col·laborar en la publicació del diari Black News Service (1975–1977). El 1975 Fogarty va ser un dels tres activistes que va afrontar càrrecs de conspiració contra l'estat a Brisbane, juntament amb Denis Walker i el xilè John Garcia. Els càrrecs eren referents a diversos delictes relacionats amb un suposat complot per a «segrestar» Jim Varghese, el president del consell estudiantil de la Universitat de Queensland. Després d'aquest fet, Fogarty va començar a escriure sobre temes polítics.
A més de viatjar per Austràlia promovent la cultura del poble murri i la causa aborigen, l'any 1976 va viatjar al segon International Indian Treaty Council a Dakota del Sud, que forma part del Moviment Indi Americà. Més endavant, arran de l'Any Internacional dels Pobles Indígenes del Món de les Nacions Unides de 1993, Fogarty va fer una gira per Europa recitant la seva obra.
La seva poesia es pot llegir com una extensió d'aquest activisme sobre el manteniment de la cultura aborigen tradicional i els efectes nefastos de l'ocupació europea. La seva obra ha estat qualificada d'«experimental» i de vegades «surrealista». Utilitza les llengües aborígens en la seva poesia amb el propòsit d'estendre el diàleg entre les cultures d'Austràlia. També va participar amb The Red Room Company en un programa per a reclusos a les presons de Nova Gal·les del Sud.

## Obra publicada
- Harvest Lingo (Giramondo, 2022)[12]
- Selected Works 1980-2016 (2017)[13]
- Eelahroo (Long Ago) Nyah (Looking) Möbö-Möbö (Future) (Vagabond Press, 2014)
- Mogwie-Idan: Stories of the Land (Vagabond Press, 2012)
- Connection Requital (Vagabond Press, 2010)
- Yerrabilela Jimbelung: Poems About Friends and Family, amb Yvette Walker[14] i Kargun Fogarty[15] (Keeaira Press, 2008)
- Minyung Woolah Binnung: What Saying Says (Keeaira Press, 2004)
- New and Selected Poems: Munaldjali, Mutuerjaraera (Hyland House, 1995)
- Booyooburra: A Tale of the Wakka Murri amb il·lustracions de Sharon Hodgson (Hyland House, 1993)
- Jagera (Murri Coo-ee, 1990)
- Ngutji (Murri Coo-ee, 1984)
- Kudjela (Murri Coo-ee, 1983)
- Yoogum Yoogum (Penguin, 1982)
- Kargun (Murri Coo-ee, 1980)